# 1992년 오리콘 1위 싱글 목록
일본에서 한 주간 가장 많이 팔린 싱글은 오리콘 주간 차트에 실리며, 이 차트는 오리콘이 발행하는 잡지 《오리스타》에 개제된다. 판매량은 한 주 동안의 각 싱글의 판매량을 기준으로 오리콘이 종합한다.

## 차트 기록
| 발행일    | 싱글                           | 가수                           | 참고                                     |
| --------- | ------------------------------ | ------------------------------ | ---------------------------------------- |
| 1월 6일   | (미발표)                       | (미발표)                       |                                          |
| 1월 13일  | 「それが大事」                 | 다이지MAN 브라더스 밴드        | 4주 연속                                 |
| 1월 20일  | 「それが大事」                 | 다이지MAN 브라더스 밴드        | 4주 연속                                 |
| 1월 27일  | 「それが大事」                 | 다이지MAN 브라더스 밴드        | 4주 연속                                 |
| 2월 3일   | 「ガラガラヘビがやってくる」   | 톤네루즈                       | 1992년 2월 1위                           |
| 2월 10일  | 「悲しみは雪のように」         | 하마다 쇼고                    | 2주 연속 1992년 3월·4월 1위              |
| 2월 17일  | 「悲しみは雪のように」         | 하마다 쇼고                    | 2주 연속 1992년 3월·4월 1위              |
| 2월 24일  | 「ガラガラヘビがやってくる」   | 톤네루즈                       | 통산 2주                                 |
| 3월 2일   | 「悲しみは雪のように」         | 하마다 쇼고                    | 8주 연속                                 |
| 3월 9일   | 「悲しみは雪のように」         | 하마다 쇼고                    | 8주 연속                                 |
| 3월 16일  | 「悲しみは雪のように」         | 하마다 쇼고                    | 8주 연속                                 |
| 3월 23일  | 「悲しみは雪のように」         | 하마다 쇼고                    | 8주 연속                                 |
| 3월 30일  | 「悲しみは雪のように」         | 하마다 쇼고                    | 8주 연속                                 |
| 4월 6일   | 「悲しみは雪のように」         | 하마다 쇼고                    | 8주 연속                                 |
| 4월 13일  | 「悲しみは雪のように」         | 하마다 쇼고                    | 8주 연속                                 |
| 4월 20일  | 「悲しみは雪のように」         | 하마다 쇼고                    | 8주 연속                                 |
| 4월 27일  | 「LOVE SONG」                  | CHAGE&ASKA                     |                                          |
| 5월 4일   | 「恋をしようよ Yeah! Yeah!」   | LINDBERG                       |                                          |
| 5월 11일  | 「いつまでも変わらぬ愛を」     | 오다 테츠로                    |                                          |
| 5월 18일  | 「君がいるだけで/愛してる」    | 고메고메 CLUB                  | 3주 연속 1992년 1위 1992년 5월 1위       |
| 5월 25일  | 「君がいるだけで/愛してる」    | 고메고메 CLUB                  | 3주 연속 1992년 1위 1992년 5월 1위       |
| 6월 1일   | 「君がいるだけで/愛してる」    | 고메고메 CLUB                  | 3주 연속 1992년 1위 1992년 5월 1위       |
| 6월 8일   | 「BLOWIN'」                    | B'z                            | 2주 연속, 1992년 6월 1위                 |
| 6월 15일  | 「BLOWIN'」                    | B'z                            | 2주 연속, 1992년 6월 1위                 |
| 6월 22일  | 「君がいるだけで/愛してる」    | 고메고메 CLUB                  | 3주 연속, 통산 6주                       |
| 6월 29일  | 「君がいるだけで/愛してる」    | 고메고메 CLUB                  | 3주 연속, 통산 6주                       |
| 7월 5일   | 「君がいるだけで/愛してる」    | 고메고메 CLUB                  | 3주 연속, 통산 6주                       |
| 7월 13일  | 「if」                         | CHAGE&ASKA                     | 2주 연속, 1992년 7월 1위                 |
| 7월 20일  | 「if」                         | CHAGE&ASKA                     | 2주 연속, 1992년 7월 1위                 |
| 7월 27일  | 「涙のキッス」                 | 사잔 올 스타즈                 | 7주 연속, 1992년 8월 1위                 |
| 8월 3일   | 「涙のキッス」                 | 사잔 올 스타즈                 | 7주 연속, 1992년 8월 1위                 |
| 8월 10일  | 「涙のキッス」                 | 사잔 올 스타즈                 | 7주 연속, 1992년 8월 1위                 |
| 8월 17일  | 「涙のキッス」                 | 사잔 올 스타즈                 | 7주 연속, 1992년 8월 1위                 |
| 8월 24일  | 「涙のキッス」                 | 사잔 올 스타즈                 | 7주 연속, 1992년 8월 1위                 |
| 8월 31일  | 「涙のキッス」                 | 사잔 올 스타즈                 | 7주 연속, 1992년 8월 1위                 |
| 9월 7일   | 「涙のキッス」                 | 사잔 올 스타즈                 | 7주 연속, 1992년 8월 1위                 |
| 9월 14일  | 「一番偉い人へ」               | 톤네루즈                       | 2주 연속                                 |
| 9월 21일  | 「一番偉い人へ」               | 톤네루즈                       | 2주 연속                                 |
| 9월 28일  | 「決戦は金曜日/太陽が見てる」  | DREAMS COME TRUE               | 3주 연속                                 |
| 10월 5일  | 「決戦は金曜日/太陽が見てる」  | DREAMS COME TRUE               | 3주 연속                                 |
| 10월 12일 | 「決戦は金曜日/太陽が見てる」  | DREAMS COME TRUE               | 3주 연속                                 |
| 10월 19일 | 「ZERO」                       | B'z                            | 2주 연속, 1992년 10월 1위                |
| 10월 26일 | 「ZERO」                       | B'z                            | 2주 연속, 1992년 10월 1위                |
| 11월 2일  | 「晴れたらいいね」             | DREAMS COME TRUE               |                                          |
| 11월 9일  | 「巡恋歌'92」                  | 나가부치 츠요시                |                                          |
| 11월 16일 | 「クリスマスキャロルの頃には」 | 이나가키 준이치                |                                          |
| 11월 23일 | 「愛のWAVE」                   | 칼 스모키 이시이·마츠토야 유미 |                                          |
| 11월 30일 | 「クリスマスキャロルの頃には」 | 이나가키 준이치                | 3주 연속, 통산 4주, 1992년 11월·12월 1위 |
| 12월 7일  | 「クリスマスキャロルの頃には」 | 이나가키 준이치                | 3주 연속, 통산 4주, 1992년 11월·12월 1위 |
| 12월 14일 | 「クリスマスキャロルの頃には」 | 이나가키 준이치                | 3주 연속, 통산 4주, 1992년 11월·12월 1위 |
| 12월 21일 | 「KISS ME」                    | 히무로 교스케                  |                                          |
| 12월 28일 | 「世界中の誰よりきっと」       | 나카야마 미호&WANDS            | 1993년 1월 1위                           |

## 특이 사항
1992년 9월 1위곡은 오노 마사토시의 「You're the Only…」이다.

## 연간 TOP 10
※ 집계: 1991년 12월 2일 - 1992년 11월 30일
- 1위: 고메고메 CLUB 「君がいるだけで／愛してる」
- 2위: 하마다 쇼고 「悲しみは雪のように」
- 3위: B'z 「BLOWIN'」
- 4위: 다이지MAN 브라더스 밴드 「それが大事」
- 5위: 사잔 올 스타즈 「涙のキッス」
- 6위: 톤네루즈 「ガラガラヘビがやってくる」
- 7위: 마키하라 노리유키 「もう恋なんてしない」
- 8위: CHAGE&ASKA 「if」
- 9위: 이마이 미키 「PIECE OF MY WISH」
- 10위: 나카지마 미유키 「浅い眠り」